# Frisius Point
Der Frisius Point (englisch; bulgarisch нос Фризий nos Frisij) ist felsige Landspitze an der Nordwestküste der Guangzhou-Halbinsel von Nelson Island im Archipel der Südlichen Shetlandinseln. Sie trennt 1,8 km nordnordöstlich des Harmony Point und 2,45 km südwestlich des Sabin Point die Einfahrt zur Malak Sechko Cove im Süden von derjenigen zur Golyam Sechko Cove im Nordosten.
Britische Wissenschaftler kartierten die Landspitze 1968. Die bulgarische Kommission für Antarktische Geographische Namen benannte sie im April 2021 nach dem niederländischen Mediziner, Astronomen, Kartographen, Mathematiker und Instrumentenbauer Gemma R. Frisius (1508–1555), der als Erster die genauen Anforderungen an einen Chronometer für die Bestimmung des Längengrades bei der Navigation formulierte.